# Linda Perry
Linda Perry (n. 15 aprilie 1965, Springfield, Massachusetts, SUA) este o cântăreață, compozitoare și producătoare de discuri americană. Ea a devenit celebră ca solistă a formației 4 Non Blondes, a creat apoi două case de discuri, a compus și produs cântece de succes pentru mai mulți artiști. Printre aceștia se numără Christina Aguilera, care a făcut un hit internațional din cântecul "Beautiful", compus de Linda Perry, Gwen Stefani - pentru care a creat hitul internațional "What You Waiting For?", de pe albumul Love.Angel.Music.Baby; Adam Lambert -  "A Loaded Smile;"[2] and Grace Slick — "Knock Me Out.". Linda Perry a avut o contribuție majoră la albumele artistelor Courtney Love și Kelly Osbourne, precum și în promovarea lui James Blunt în Statele Unite.